# 여우원숭이아과
여우원숭이아과는 여우원숭이과의 아과이다. 호랑이꼬리여우원숭이와 참여우원숭이 그리고 목도리여우원숭이가 포함된다.

## 하위 분류
여우원숭이아과는 3속, 13종이 속해 있다.
- 여우원숭이속 (Lemur)
  - 호랑이꼬리여우원숭이 (L. catta)
- 참여우원숭이속 (Eulemur)
  - 검은여우원숭이 (E. macaco)
  - 갈색여우원숭이 (E. fulvus)
  - 샌포드갈색여우원숭이 (E. sanfordi)
  - 흰머리여우원숭이 (E. albifrons)
  - 붉은여우원숭이 (E. rufus)
  - 붉은이마여우원숭이 (E. rufifrons)
  - 목도리갈색여우원숭이 (E. collaris)
  - 회색머리여우원숭이 (E. cinereiceps)
  - 몽구스여우원숭이 (E. mongoz)
  - 관여우원숭이 (E. coronatus)
  - 붉은배여우원숭이 (E. rubriventer)
  - 스클레이터여우원숭이 (E. flavifrons)
- 목도리여우원숭이속 (Varecia)
  - 목도리여우원숭이 (V. variegata)
  - 붉은목도리여우원숭이 (V. rubra)